# Hantverkskasernen

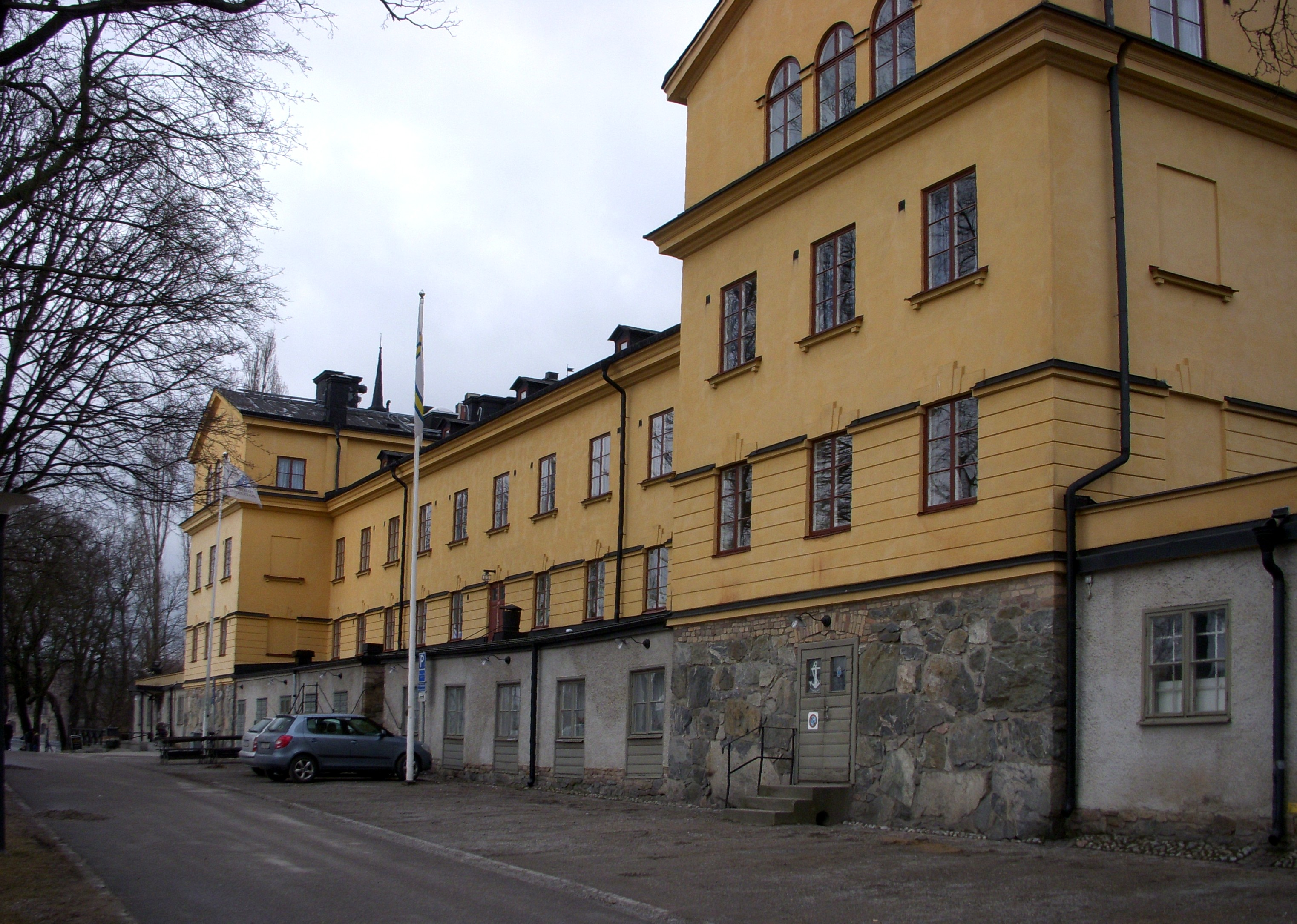
Hantverkskasernen 2009

Hantverkskasernen är en byggnad på Skeppsholmen i Stockholm, belägen vid Västra Brobänken i omedelbar anslutning till liggplatsen för fullriggaren af Chapman.
Innan Hantverkskasernen byggdes fanns här i slutet på 1700-talet och början på 1800-talet den kungliga vedgården som försörjde många eldstäder med ved. Hantverkskasernen uppfördes åren 1831-32 och innehöll bostäder åt Flottans hantverkare och timmermän. Arkitekt var överstelöjtnant mechanicus Fredrik Blom, byggnadschef vid Flottans station i Stockholm. Byggnaden består av en långsträckt trevåningars mittdel och två höga hörnhus med gaveln åt sjösidan, grunden är murad av gråsten. Huset var under många år även bostad för örlogsvarvets maskin- och hantverkspersonal. Hantverkskasernen användes fram till militärens uttåg från Skeppsholmen på 1960-talet för bland annat marinförvaltningens kanslilokaler. 
Sedan 1985 finns Svenska turistföreningen med ett vandrarhem i byggnaden, som även sköter om af Chapman som ligger utanför i Saltsjön.